# Cérilly (Allier)
Cérilly és un municipi francès situat al departament de l'Alier, a la regió d'Alvèrnia-Roine-Alps. L'1 de gener del 2021 tenia 1.309 habitants.